# イヨトンボ
イヨトンボ（伊予蜻蛉、学名：Habenaria iyoensis Ohwi） は、ラン科ミズトンボ属の多年草。環境省レッドデータでは絶滅危惧IA。野生下では比較的短命な植物で消長が激しく、植生の遷移などにより容易に消滅する。目立たない植物のため情報に乏しく、環境省調査では現存を把握できた自生地は1箇所の数個体のみである。和名は基準標本の産地愛媛県の旧名、伊予国にちなむ。

## 特徴
千葉県以西から台湾までの原野や、林道の法面の草間に生える。地下に卵形の球根があり、3～6枚前後の葉が地上すれすれにロゼット状に出る。花茎はロゼットの中心から上に伸び、高さ10～25cm前後。日本国内では8月から10月頃に淡緑花が10個前後咲く。側萼片は両側に開き、唇弁は三裂し中央裂片は細くまっすぐ、左右の裂片は糸状でねじれてやや広がる。開花結実後に地上部は枯死し地下の球根のみ越冬する。

## 利用
食用、薬用など実用的な利用例は見当たらない。植物体が小さく、花が地味なため園芸的評価も低く、栽培例は稀。

## 人工増殖
植物体が軟質で病虫害に弱く、栄養繁殖もほとんどしないため栽培下での維持は困難。無菌播種による種子発芽は比較的容易だが、開花結実期に高温が続くと種子が成熟しないため、温暖地の常温栽培では充実した種子が得にくい。
サギソウ等の培養に使用される標準濃度の ハイポネックス培地、北方系地生蘭の培養に使用されるMalmgren培地、あるいは有機物を含まない単純な培地はいずれも培養に不適当で、播種しても発芽しないか、発芽してもほとんどの苗が褐変枯死する。3分の1濃度の希釈ハイポネックス培地にジャガイモ、酵母粉末、ニコチン酸を添加した有機培地では育成可能だが、具体的な必須栄養素、最適配合比および最適濃度は確定されていない。。